# Karl Friedrich Eichhorn
Karl Friedrich Eichhorn, född den 20 november 1781 i Jena, död den 4 juli 1854 i Köln, var en tysk rättslärd, son till Johann Gottfried Eichhorn och kusin till Johann Albrecht Friedrich von Eichhorn.
Eichhorn blev juris professor i Frankfurt an der Oder 1805, i Berlin 1811, i Göttingen 1817 och för andra gången i Berlin 1832.
År 1833 blev han övertribunal- och legationsråd, 1838 medlem av Preussiska statsrådet och 1843 medlem av övercensurdomstolen. År 1847 tog han avsked från statens tjänst. 
Jämte Savigny började Eichhorn inom rättshistorien tillämpa samma historisk-filologiska metod, som Barthold Georg Niebuhr genomförde i sin romerska historia. Han räknas därför bland ledarna av den historiska skolan inom tysk rättsvetenskap.